# 대한민국-프랑스 관계
대한민국과 프랑스의 관계는 정치, 경제, 사회, 문화 등 다방면에서 전통적 우호협력 관계를 유지하고 있다. 프랑스는 유엔 안전보장이사회(United Nations Security Council) 상임이사국, 주요 8개국 정상회의(G8, Group of 8) 회원국, 세계 제6위 경제 대국, 유럽연합(EU, European Union) 통합의 주도국으로서 한국 안보·경제 외교의 주요 협력 파트너 역할을 하고 있다. 프랑스는 유럽연합 국가 중 한국의 제5위 교역국이자 제4위 투자국의 위치에 있다.
한불관계의 시작점은 조선 시대 후기로 거슬러 올라간다. 조선 후기에 프랑스인 선교사들이 포함된 천주교신자들을 조선정부가 탄압(병인박해)하면서 외교문제가 되었고 이를 빌미로 프랑스군대와 조선군이 격돌하는 사건 - 병인양요 - 이 일어났다. 이때 강탈당한 외규장각 문서 등 문화재의 반환문제는 2011년에 프랑스가 대한민국에 반환하는 것으로 해결되었다.
조선 후기에 국교를 수립했으나 1905년 을사조약에 의해 양국과의 관계가 단절되었다. 하지만 대한민국 임시정부의 존재는 인정하는 분위기여서 프랑스 조계 지역의 경찰들은 김구 주석을 보호하는 역할을 하기도 하였다. 하지만 이는 어디까지나 정치적인 이유에서일 뿐, 조선의 독립운동을 지지한 것은 아니었다.
한국 전쟁 때는 유엔군의 일원으로 대한민국에 파병했다. 파리는 한국의 군사정권시기에는 정치적 망명자들이 자주 찾는 곳이기도 하였다. 현재 한국과 프랑스는 긴밀한 협력 관계를 맺고 있다.

## 역사

### 구한말

#### 천주교 박해
19세기 초 프랑스는 로마 가톨릭교회의 촉진과 전파에 초점을 맞추어 조선에 개입하였다. 1801년(순조 1년)의 신유박해로 천주교의 교세는 몹시 위축되었으나 안동 김씨가 세도를 누리면서는 김조순이 시파였기 때문에 천주교에 대한 탄압이 없었다. 교황 레오 12세가 조선에서의 전교를 프랑스의 파리 외방전교회에 맡기기로 하였고, 교황 그레고리오 16세는 1831년 9월 9일 천주교 조선대목구를 설정하여 독립된 교구가 탄생하였다. 1836년 파리 외방전교회 소속으로는 처음으로 프랑스인 선교사 피에르 모방 신부가 조선에 입국하였다. 이어서 같은 파리 외방전교회 소속의 자크 샤스탕 (1836년 입국)·로랑마리조제프 앵베르(1837년 입국) 등이 들어와서 천주교의 교세가 회복되고 신도는 늘어갔다. 이를 경계한 조정은 1839년(헌종 5년)에 3인의 신부를 비롯한 신자들을 박해하였는데 이를 기해박해라고 한다. 
피에르 모방은 순교하기 전인 1836년 김대건을 최양업, 최방제와 함께 마카오의 파리 외방전교회 선교사들에게 보내 라틴어, 철학, 프랑스어, 신학을 배우게 하였다. 김대건 신학생은 마카오와 필리핀 마닐라 롤롬보이에서 선교사들에게 신학, 라틴어, 철학을 착실히 공부하였고, 1842년 난징조약에 참관하는 등 견문을 넒혔다. 1844년 최양업 부제와 함께 페레올 주교로부터 천주교 부제 서품을 받았으며, 조선으로 돌아와 신학생 교육, 페레올 주교를 중국 상해에서 조선으로 모셔오기 위한 어선 구입, 순교자 행적 기록을 하였다. 1845년 중국 상해에 다른 천주교 신자들과 함께 간 김대건은 페레올 주교로부터 한국교회사 처음으로 조선인 천주교 사제로서 사제서품을 받았다. 이후 파리 외방전교회는 1849년에 홍콩으로 이사하였다.

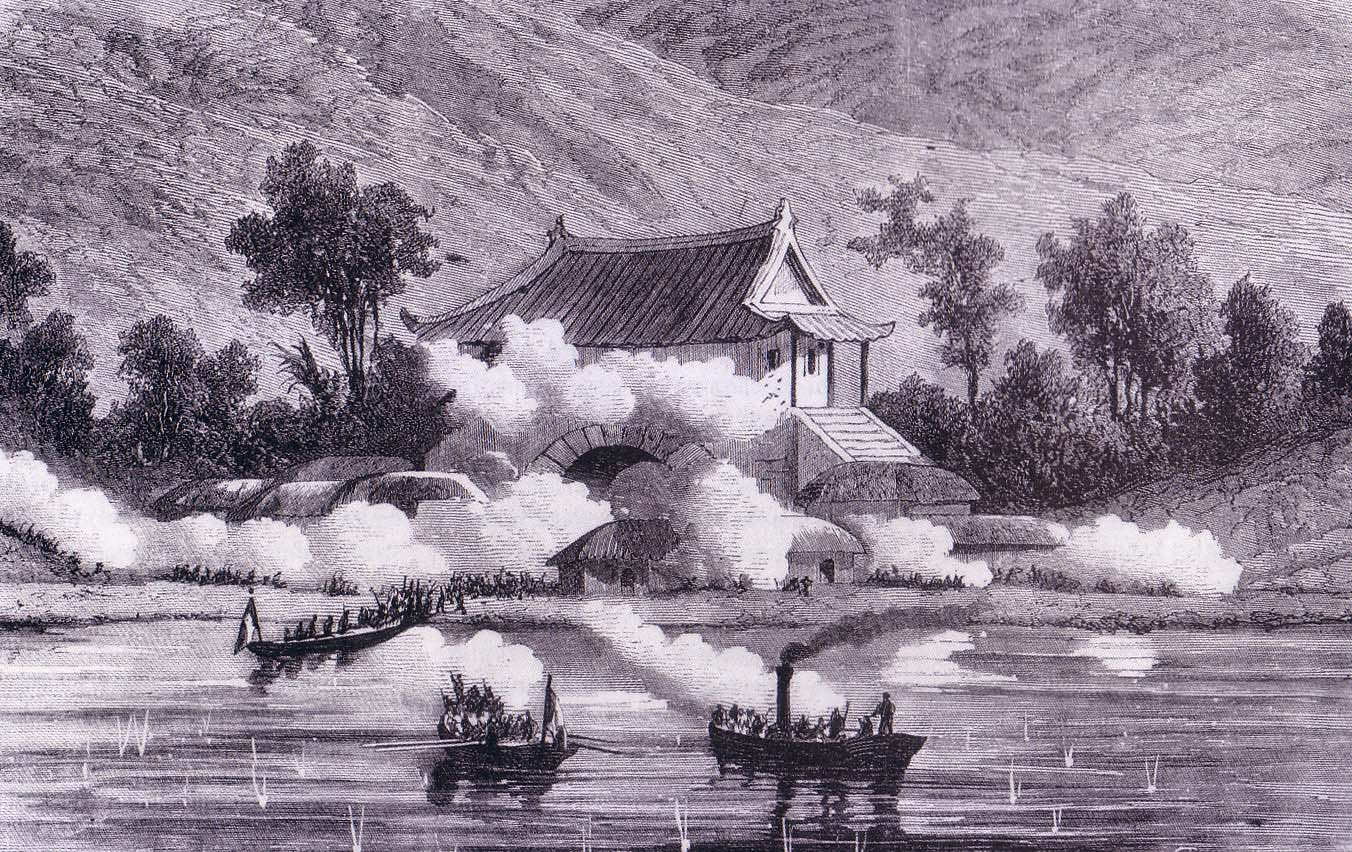
1866년 병인양요 당시 강화도에 상륙하는 프랑스군을 묘사한 삽화

조선에서 천주교를 탄압하는 현실을 아는 페레올 주교의 해로개척지시에 따라 김대건은 천주교 선교사들의 조선 입국을 돕기 위해 해로를 그린 그림을 중국 어선에 넘겨주려다가 1846년 6월 관헌에 체포되었다. 1846년 9월, 프랑스의 장바티스트 세실 제독은 수감된 신부 김대건을 구하기 위해 한국으로 항해해 왔으나, 김대건은 머지않아 벌어진 병오박해로 참수형이 내려졌다. 1847년 베트남과 오키나와에 개입한 세실 제독은 선교활동을 촉진하기 위하여 다시 한국으로 항해했다. 그러나 그의 배는 좌초되어 영국 배로부터 구조되었다.
1866년(고종 3년) , 흥선대원군 정권이 6천여 명의 평신도와 프랑스 파리 외방전교회 출신의 선교사 등을 처형하는 병인박해가 벌어졌다. 프랑스는 이를 구실로 삼아 외교적 보호를 명분으로 하여 로즈 제독이 이끄는 프랑스 함대 7척이 강화도를 점령하고 프랑스 신부를 살해한 자에 대한 처벌과 통상조약 체결을 요구했다. 흥선대원군은 로즈 제독의 요구를 묵살한 뒤 훈련대장 밑에 순무영(巡撫營)을 설치해 무력으로 대항했다. 조선군이 완강히 저항하자 프랑스 해군은 40여 일 만에 물러났으며 이를 병인양요라 부른다. 이 사건으로 말미암아 조선의 쇄국정책은 한층 강화되었다.

#### 수교와 외교관계 단절

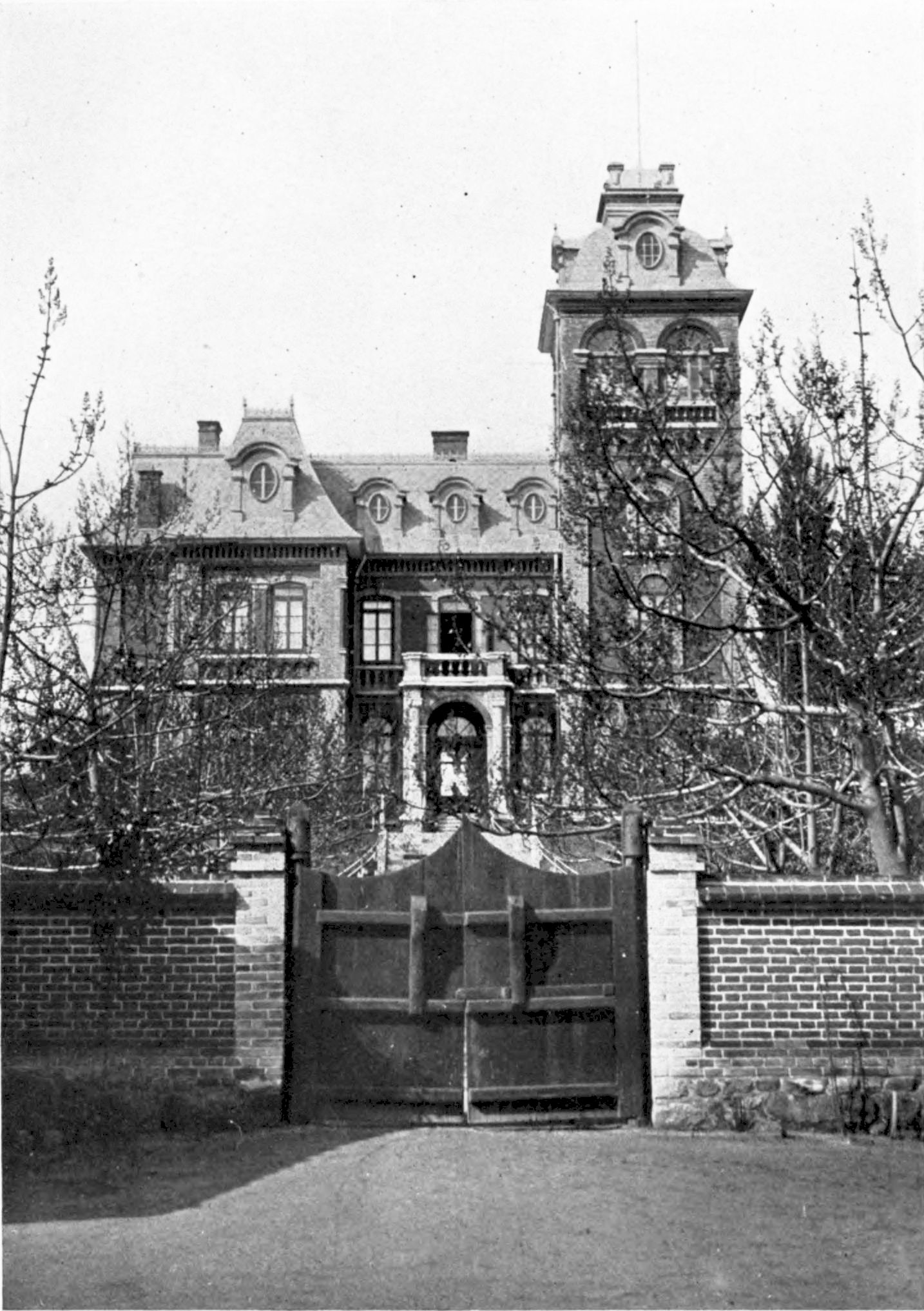
주한 프랑스 영사관(1900년경)

조선에서는 흥선대원군의 하야(1874년)를 계기로 종래의 쇄국주의 정책에서 탈피하고 국제사회의 일원으로 행세하게 될 기본 계기였던 서구제국과의 개국통상(開國通商) 관계의 길을 처음으로 트게 된다. 문호가 개방되자 각국은 조선에 대한 통상을 요구하여 1882년(고종 19), 조선과 미국이 조미 수호 통상 조약을 체결하자, 이 사실은 유럽에도 알려져 영국(1883년)·독일(1883년)·러시아(1884년)·이탈리아(1884년)가 조선과 조약을 체결하였다. 
프랑스는 지난날 천주교 신부를 조선에 밀파한 바 있고 병인양요 등으로 아직 감정이 좋지 않아 국교가 지연되어 오다가 1886년 6월 4일 마침내 조불 수호 통상 조약이 체결되었다. 이 조약에서 천주교의 포교가 직접 규정되지는 아니하였으나, 프랑스 선교사들은 사실상 포교의 자유를 누리게 된다. 비슷한 시기 조선은 오스트리아(1892년)·벨기에·덴마크 등과도 조약을 맺게 되었다.
1887년, 프랑스는 최초의 공식 대표로 빅토르 콜랭 드 플랑시(Victor Collin de Plancy)를 조선에 파견하였다. 같은 해, 조선 정부도 주외 공사를 파견키로 하고 조신희(趙臣熙)를 영덕아의법(英德俄義法, 영국·독일·러시아·벨기에·프랑스) 5국 전권대신으로 임명하였다. 그러나, 조신희는 유럽으로 가는 도중 위안스카이가 주미공사로 부임하던 박정양에게 소위 삼단(三端)을 요구하여 문제가 되자, 홍콩에 자의로 머무르다가 귀국하였다. 조신희는 중도 귀국이 문제가 되어 1890년 1월부터 약 8개월 간 함열현에 정배되었다가 석방되었다.
1905년 을사조약이 강제로 체결되자 당시 주 프랑스 민영찬 공사도 고종의 을사조약이 무효라는 서신을 해외에 전달하는 일을 맡았다. 그러나 끝내 대한제국과 프랑스 간의 국교는 단절된다. 주한프랑스 공사관은 영사관으로 변경되었다.

### 정부수립 이후

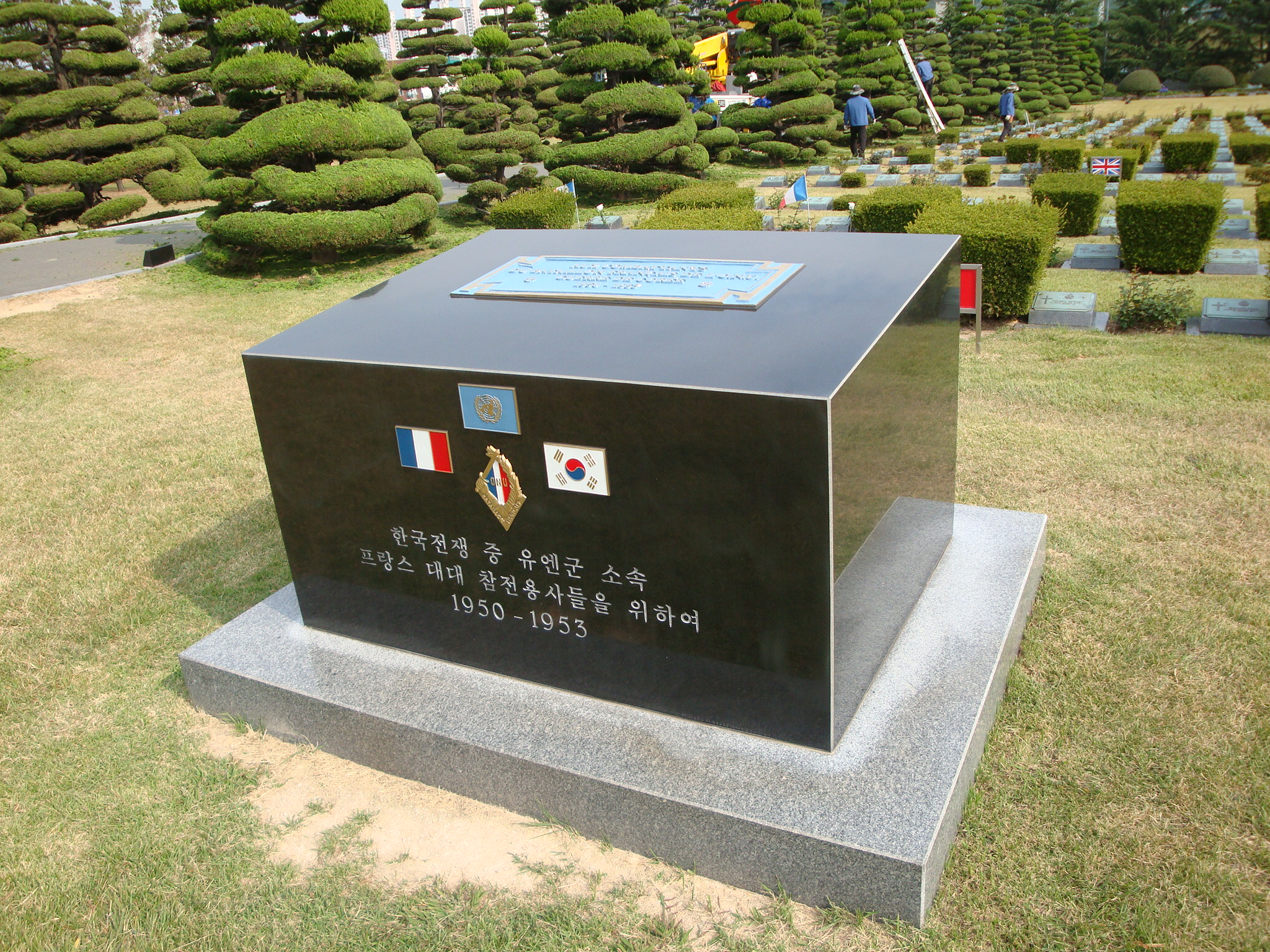
부산의 프랑스 대대 기념비.

1949년 2월 5일, 프랑스는 영국에 이어, 유럽에서는 두 번째로 대한민국을 승인하였다. 프랑스는 한국전쟁 후, 부흥사업에 협조하였고, 1958년 10월 공사관을 대사관으로 승격시키는 데 합의하였다. 프랑스와 한국 사이에는 1961년 2월 1일 한·불 상표·상호(商號) 등록에 관한 협정을 비롯하여, 1962년 5월 25일 한·불 관세협정 등이 체결되었다. 북한은 1972년 6월, 서방 국가 중 유일하게 프랑스에 통상대표부를 설치했고 이어서 1984년 12월 그것을 일반 상주 대표부로 승격시킨 바 있는 이 때, 한국 정부는 윤석헌 주프랑스 대사를 소환, 프랑스 정부에 항의의 뜻을 표했었다.
1950년 한국 전쟁 때는 유엔군의 일원으로 대한민국에 파병했다. 참전 16개국 중의 하나로서 군사·경제지원 등을 통해서 한국에 대한 공헌이 지대했을 뿐 아니라, 유엔을 비롯한 기타 많은 국제기구에서의 활동을 통해서 한국의 지위향상·보전 및 우호증진을 위해 많은 노력을 계속하였다.
2004년 노무현 대통령이 프랑스를 방문한 일을 계기로 양국 정상은 정상회담에서 '21세기 포괄적 동반자 관계'를 선언했다. 그에 따라 양국은 국제정치의 주요 의제에서 협력을 강화하기로 하였다. 또한 양국은 당시 50억 달러 수준이던 양국 간 무역량을 향후 5년 내에 2배 증가시키는 100억 달러의 목표 달성에 합의했다. 이후 2008년 1월에서 7월까지 양국 간 무역량은 51억 달러를 기록했다. 2008년 하반기에는 세계 경제위기의 여파로 양국 간 무역량이 83억 달러에 그쳤다. 2009년 양국 간 교역량은 금융위기에 따른 세계 교역량 감소로 69억 2,000만 달러에 그쳤으며, 2010년에는 72억 8,700만 달러를 기록했다.
2010년 11월 니콜라 사르코지 대통령이 서울 G20 정상회의 참석차 한국을 방문했다. 이를 계기로 양국은 정상회담을 개최하고, 양국 간 긴밀한 동반자 관계를 재확인하였다. 또한 양국은 서울 정상회의를 계기로 그간에 장기간 해결되지 않아 양국의 관계 발전에 걸림돌이 되었던 외규장각 도서 반환 문제를 해결하기로 합의했다.
이후 대한민국과 프랑스는 협력적인 관계로 발전하였으며, 한국고속철도의 기술적 기반 제공, 한국 대중문화의 프랑스 전래(한류)등 대한민국-프랑스간 교류는 활발하게 움직이고 있다.

## 정무

### 주프랑스 대한민국 대사관
주프랑스 대한민국 대사관(駐佛蘭西大韓民國大使館)은 1949년 프랑스 파리에 주프랑스 대한민국 공사관으로 개설되었다.

#### 역대 공관장

##### 조선 및 대한제국
1. 조신희(趙臣熙) 1887.09.16 - 1890년 1월 30일
2. 박제순 1890.02.01[11] - 1898.05.23 주불 전권대신
3. 윤용식 1898.05.24 - 1898.10.08 주불 겸임공사로 승격, 주불 공사 겸임 근무 명령(러시아, 오스트리아겸임)
4. 민영돈 1898.10.09 - 1899.03.18 주불 겸임공사
5. 이범진 1899.03.20 - 1901.03.18 겸임공사
6. 김만수 1901.03.20 - 1902.01.16 주프랑스 공사로 변경, 주프랑스 공사
7. 민영찬 1902.01.17 - 1906.08
8. 민영찬 1906.08 - 1910.08.27 주프랑스 영사,

##### 대한민국 임시정부
1. 김규식 1919.04 - 1919.08
2. 황규환 1919.08 - 1919.09, 파리위원장 직무대리
3. 이승만 1919.09 - 1945.10, 구미위원장의 겸임
4. 임병직 1945.10 - 1948.10, 구미위원장

##### 대한민국
| 대수       | 이름           | 임기                                                                           | 비고 |
| ---------- | -------------- | ------------------------------------------------------------------------------ | --- |
| 초대 공사  | 공진항(孔鎭恒) | 1949. 5 ~ 1950.11.23                                                           | 1949년 5월에 임명되었고, 1949년 7월 6일에 공사관이 개설되었다. 주불 공사 신임장 제정 1950년 11월 농림부장관으로 임명되어 귀국하였다.                                    |
| 제2대 공사 | 윤치영         | 1950.11.23 - 1951.04.26 주불 공사                                              | 1950년 12월 미국 체류 중 그는 주 프랑스 공사관 공사에 임명되었으나, 유엔 총회가 끝나는 대로 빨리 돌아오라는 이승만의 호출을 받아 1951년 4월 사표를 제출하고 귀국하였다. |
| 제3대 공사 | 전규홍         | 1951.04.27 - 1957.05.15 주불 공사                                              | |
| 대리 대사  | 조원석(曺元錫) | 1954. 8 ~ 1956. 1                                                              | |
| 대리 대사  | 이수영(李壽榮) | 1956. 1 ~ 1957. 5                                                              | |
| 제4대 공사 | 김용식         | 1957.05.16 - 1958.10.09 주불 공사                                              | |
| 임시 대사  | 김용식         | 1958.10.10 - 1959.06.15 임시 프랑스 대사, 양국간 공사관을 대사관으로 승격 합의 | |
| 초대 대사  | 정일권         | 1959.06.16 - 1961.07.03, 프랑스 대사                                           | 1959년 4월 17일, 공석 중이던 주프랑스 초대 대사에 당시 주 터키 대사 정일권을 임명하는 한편, 당시 주 프랑스 공사 김용식은 외무부근무를 명하였다.                         |
| 2          | 백선엽         | 1961.07.04 - 1965.09.17                                                        | |
| 3          | 이수영         | 1965.09.18 - 1972.09.07                                                        | |
| 4          | 정일영         | 1972.09.08 - 1974.03.21                                                        | |
| 5          | 윤석헌         | 1974.03.22 - 1979.06.14                                                        | |
| 6          | 민병기         | 1979.06.14 - 1982.02.27                                                        | |
| 7          | 윤석헌         | 1982.02.28 - 1985.07.02                                                        | |
| 8          | 윤억섭         | 1985.07.03 - 1987.06.23                                                        | |
| 9          | 한우석         | 1987.06.24 - 1990.09.20                                                        | |
| 10         | 노영찬         | 1990.09.21 - 1993.07.20                                                        | |
| 11         | 장진섭         | 1993.07.21 - 1996.03.20                                                        | |
| 12         | 이시영         | 1996.03.21 - 1998.07.05                                                        | |
| 13         | 권인혁         | 1998.07.06 - 2001.04.22                                                        | |
| 14         | 장재룡         | 2001.04.23 - 2003.11.03                                                        | |
| 15         | 주철기         | 2003.11.04 - 2007.02.05                                                        | |
| 16         | 조일환         | 2007.02.06 - 2010.01.14                                                        | |
| 17         | 박흥신         | 2010.01.15 - 2012.09.12                                                        | |
| 18         | 이혜민         | 2012.10.26 - 2015. 03                                                          | |
| 19         | 모철민         | 2015.03 - 2017.09                                                              | |
| 20         | 최종문         | 2018.01 - 현재                                                                 | |

### 주요 인사 교류

#### 프랑스 방문
- 1986년 4월: 전두환 대통령
- 1987년 10월: 최광수 외무장관
- 1989년 1월: 최호중 외무장관
- 1989년 11월: 노태우 대통령
- 1993년 1월: 이상옥 외무장관
- 1993년 6월: 한승주 외무장관
- 1995년 3월: 김영삼 대통령
- 1996년 1월: 공로명 외무장관
- 1998년 7월: 김종필 국무총리
- 1999년 6월: 김종필 국무총리
- 2000년 3월: 김대중 대통령
- 2001년 7월: 한승수 외교부장관
- 2003년 11월: 윤영관 외교통상부장관
- 2004년 12월: 노무현 대통령
- 2006년 2월: 반기문 외교통상부장관
- 2006년 6월: 한명숙 국무총리
- 2006년 11월: 반기문 외교통상부장관
- 2007년 6월: 한덕수 국무총리
- 2009년 6월: 한승수 국무총리

#### 대한민국 방문
- 1982년 8월: Claude Cheysson 외무장관
- 1985년 4월: 로랑 파비위스 수상
- 1991년 5월: 미셸 로카르 총리
- 1993년 9월 14일 ~ 16일까지 프랑스의 대통령으로서는 처음으로 프랑수아 미테랑 대통령이 한국을 공식 방문하여 김영삼 대통령과 한-불 정상 회담을 갖고, 프랑스가 소유하고 있는 외규장각 도서를 한국 측에 반환하기로 합의했다. 단, 그 구체적인 시기와 절차는 실무협의하기로 했다. 그 결정의 상징으로 《휘경원원소도감의궤》 상 1권을 9월 15일 한국에 반환하였다. 그리고 프랑스의 고속철도 핵심기술 이전 및 차세대 고속전철 개발 협조를 논의했다. 또한 그는 한국전쟁 참전 프랑스군 전적지와, 대전 엑스포 참관, 국회 연설 등의 일정을 소화했다.[15][16]
- 1998년 2월: 피에르 모루아 전수상
- 1998년 3월: Christian Sautter 예산부장관
- 1998년 9월: Joxe 감사원장
- 1999년 1월: Richard 국방장관
- 2000년 10월: 자크 시라크 대통령
- 2001년 10월: Richaed 국방장관
- 2001년 1월: 도미니크 드 빌팽 외교장관
- 2004년 3월: Fontaine 산업장관
- 2005년 4월: François Loos 통상장관
- 2007년 3월: 미셸 알리오 마리 국방장관

### 주요 협정
- 1963년 4월: 관세협정
- 1967년 4월: 사증면제협정
- 1968년 5월: 문화기술협력협정
- 1974년 6월: 민간항공협정
- 1974년 10월: 원자력 평화적 이용협정
- 1980년 9월: 어업협정
- 1981년 4월: 과학기술협정
- 1981년 4월: 한불 원자력의 평화적 이용에 관한 협정
- 1991년 4월: 한불 이중과세방지협정 개정
- 1993년 9월: 한불 군사비밀보호협정
- 2002년 4월: 한불 청소년교류협정
- 2007년 4월: 한불 영화공동제작협정
- 2007년 6월: 한불 사회보장협정
- 2008년 6월: 범죄인 인도조약
- 2009년 1월: 한불 워킹홀리데이협정

## 학술 교류
1887년, 프랑스는 최초의 공식 대표로 빅토르 콜린 드 플랑시(Victor Collin de Plancy)를 통역가 모리스 쿠랑(Maurice Courant)과 함께 보냈다. 쿠랑은 나중에 프랑스에서 한국학의 아버지라 불리게 된다. 프랑스에서 최초로 유학한 조선인은 홍종우이다. 일본에서 자금을 모은 그는 자기 스스로 비용부담하여 프랑스 파리로 유학을 떠난다.(1890년) 1890년 마르세이유에 도착하였다. 당시 40세의 중년 유학생 홍종우는 프랑스 유학기간동안 열강 제국주의 세력들의 본질에 대해 알기 시작하였고, 기메박물관 등에서 일하면서 《춘향전》, 《심청전》, 《직성행년편람》을 프랑스어로 번역하였다. 또한 그 박물관에서 처음 설립된 한국 문화 전시실을 만드는 데 큰 역할을 하였다. (→홍종우)

## 교통
| 서울/인천 \|\| align=center\|ICN \|\| align=center\|RKSI \|\| 인천  | ○대한항공(1개): 파리(샤를 드 골) ○아시아나항공(1개): 파리(샤를 드 골) |
| 파리 \|\| align=center\|CDG \|\| align=center\|LFPG \|\| 샤를 드 골 | ○에어프랑스(1개): 서울(인천)                                          |

## 같이 보기
- 프랑스의 대외 관계
- 대한민국의 대외 관계
- 재프랑스 한국인